# The La La Lies
The La La Lies was een Nederlandse rockband. De band werd in 2008 te Alkmaar opgericht door Sander den Das (zang), Louis Inghels (gitaar), Chris Dekker (basgitaar) en Jur Bruin (drums).
Halverwege 2009, na nog net geen jaar bestaan werd de band opgepikt door Eric Corton bij radio 3FM met het nummer 'Dance'. Dit nummer werd na meerdere malen gedraaid te zijn uitgeroepen tot Hall of Fame track bij het programma 3voor12 op 3FM.
Een paar maanden daarna werd de band uitgenodigd door het Nederlandse televisieprogramma De Wereld Draait Door om het nummer 'Lies' ten gehore te brengen.
Na twee jaar van optreden en liedjes schrijven dook de band in de zomer van 2011 de studio in om samen met producer Huub Reijnders hun debuutalbum Pretty Tales & Promises op te gaan nemen. Deze werd begin 2012 afgerond om direct aansluitend een platencontract te tekenen bij REMusic Records. Op 1 juni 2012 was de release van de eerste single Memory Lane welke veel airplay kreeg op radio 3FM en op 22 september 2012 verscheen het debuutalbum Pretty Tales & Promises. Aansluitend op de release deed de band een clubtour langs de Nederlandse podia samen met DeWolff en in januari 2013 stond de band op Noorderslag in Groningen.
Over geheel 2013 ontstonden er enige strubbelingen in de band en vonden er wisselingen plaats in de samenstelling. 
Uiteindelijk werd er door de band besloten om The La La Lies op te heffen.

## Discografie

### Albums
| Albums met eventuele hitnoteringen in de Nederlandse Album Top 20/50/75/100 | Datum van verschijnen | Hoogste positie | Aantal weken | Opmerkingen |
| --------------------------------------------------------------------------- | --------------------- | --------------- | ------------ | ----------- |
| Pretty Tales & Promises                                                     | 22-09-2012            | -               | -            | CD/Vinyl    |
| Live (EP)                                                                   | 22-11-2013            | -               | -            | -           |

### Singles
- 2012 Memory Lane
- 2012 Poor Man's Son
- 2013 Lies